# Andrejs Pavlovs
Andrejs Pavlovs est un footballeur international letton né le 22 février 1979 à Riga. Il évolue au poste de gardien de but dans les années 2000 et 2010.

## Biographie

### En sélection
Il participe à l'Euro 2004 avec l'équipe de Lettonie, où il est le deuxième gardien remplaçant, derrière Aleksandrs Kolinko et Andrejs Piedels.

## Palmarès
- Champion de Lettonie en 2001, 2002, 2003 et 2004 le Skonto Riga et 2008 avec le FK Ventspils.
- Vainqueur de la Coupe de Lettonie en 2001 et 2002 avec le Skonto Riga